# Adobe AIR
Adobe Integrated Runtime (inicialmente chamado de Apollo) também conhecido como Adobe AIR, é um programa multiplataforma de ambiente tempo de execução desenvolvida pela Adobe para construir aplicações de Internet Rica usando Adobe Flash, Adobe Flex, HTML, ou AJAX. Atualmente mantido pela Harman International, com apoio da Adobe, ele permite criar aplicações desktop e móveis que rodam de forma autônoma no Windows, macOS, Android e iOS.
O AIR utiliza o motor do Flash Player e o ActionScript 3.0, permitindo que os desenvolvedores criem programas que se comportam como aplicações nativas. Ao contrário das aplicações HTML5 executadas apenas no navegador, o AIR dá acesso completo ao sistema de arquivos e recursos do dispositivo, como multitouch, GPS e integrações com a barra de tarefas.
Entre os programas criados com o AIR estão o eBay Desktop, Pandora One, TweetDeck, Angry Birds e Machinarium. Segundo a Adobe, mais de 100.000 aplicações foram desenvolvidas para AIR, com mais de 1 bilhão de instalações até 2014. O AIR foi premiado como melhor ferramenta de desenvolvimento móvel no CES em 2014 e 2015.
Em 2019, a Adobe anunciou a transferência do suporte e do desenvolvimento do AIR para a Harman, que assumiu a manutenção a partir de 2021.